# اتوبوس مدرسه جادویی دوباره می‌راند
بازگشت سفرهای علمی  یا اتوبوس مدرسه جادویی دوباره می‌راند مجموعه تلویزیونی کودکانه انیمیشنی مشترک کانادا و آمریکا بر اساس مجموعه کتابی به همین نام است که توسط جوانا کول و بروس دگن نوشته شده‌است. این مجموعه دنباله اتوبوس مدرسه جادویی ۹۷–۱۹۹۴ است که از شبکه پی‌بی‌اس کیدز پخش می‌شده‌است. دراین سری لی لی تاملین به عنوان خانم فریزل صحبت می‌کند. این مجموعه اولین بار در نت فلیکس در تاریخ ۲۹ سپتامبر سال ۲۰۱۷ پخش شد. فصل دوم این مجموعه در آوریل ۱۳, ۲۰۱۸ به نمایش آمد.

## طرح
در دنباله ای از سری اصلی ۱۹۹۴–۹۷، والری فریزللی از آموزش و گذر از کلیدهای اتوبوس مدرسه سحر آمیز به خواهر کوچکترش فیونا فریزل بازمی‌گردد تا با ماجراهای جدید خود در کلاس خود راه برود. وقتی که آن‌ها در سفرهای جدید هیجان انگیز خود سفر می‌کنند، مکان‌های جدید، موجودات، دوره‌های زمانی و بیشتر را برای یادگیری در مورد شگفتی‌های علمی، آموزش بینندگان جوان در طول مسیر، کشف می‌کنند.

## بازیگران
- کیت مک‌کینون به عنوان خانم فیونا فلیسیتی فریزل[۲]
- لی‌لی تاملین به عنوان پروفسور والری فلیسیتی فریزل، Ph. D.
- مایل کوسلیسی-ویرا به عنوان آرنولد پرلسیتاین
- لاینسی پام به عنوان واندا لی
- میکائلا بلیک به عنوان کیشا فرانکلین
- گابی کلارک به عنوان دوروتی ان رورکه[۳]
- لیکی ماسدا روستکی به عنوان کارلوس رامون[۳]
- متی مینتز به عنوان رالفی تنلی
- بیروا باندیا به عنوان جوییتی کائور
- کادن استفان به عنوان تیم

### بازیگر مهمان

#### فصل ۱
- ویل آرنت به عنوان گالاپاگوس گیل (فریزل آینده)
- می جمیسون به عنوان کتی K. Kuiper (مأموریت فضایی: سلفی)
- ساندرا اوه به عنوان دکتر سارا بلوم (رالفی و عصب‌ها)

#### فصل ۲
- جی باروچل به عنوان دکتر تیلایج (شبح مزرعه)
- ناتان فیلیون به عنوان آکسله والوه استاک (زباله نه، من نمی‌خواهم)
- کاترین اوهارا به عنوان عمه تنلی، ترسینا تنلی (تنلی‌های پرنده)
- مارتین شورت به عنوان تونی تنلی (رالفی و تنلی‌های پرنده)

### صدای اضافی
- لیلی بارتلام
- آموس کرولی
- آنه فوربس به عنوان جانت پرلستیان[۴]
- لیزا جی
- ژولی لومبو
- آنا ثانی
- استوارت استون
- جیمی واتسون
- مارکوس کریگ
- مارتین روآچ
- کوین ویدال

## قسمت‌ها

### فصل۱(۲۰۱۷)
| شم. کلی | شم. در فصل | عنوان                          | Topic                                      | کارگردان       | نویسنده                                                                             | تاریخ پخش اصلی  |
| --- | ---------- | ------------------------------ | ------------------------------------------ | -------------- | ----------------------------------------------------------------------------------- | --------------- |
| ۱ | ۱          | «فریزل در آینده»               | Ecosystem                                  | ریچارد وستون   | جان می و سوزانه بلچ                                                                 | ۲۹ سپتامبر ۲۰۱۷ |
| این یک سال جدید در دبستان واکرویل است و خانم فریزل سابق جای خود را به خواهرش داده و آرنولد نگران است اکوسیستم کلاس بهم بخورد |            |                                |                                            |                |                                                                                     |                 |
| ۲ | ۲          | «Pigs in the Wind»             | Engineering                                | Richard Weston | Mike McPhaden                                                                       | ۲۹ سپتامبر ۲۰۱۷ |
| ۳ | ۳          | «In the Swim»                  | Fish Adaptations                           | Richard Weston | John May & Suzanne Bolch                                                            | ۲۹ سپتامبر ۲۰۱۷ |
| ۴ | ۴          | «The Battle for Rock Mountain» | Rock Cycle (Rock Layers/Fossils & Erosion) | Richard Weston | John May & Suzanne Bolch                                                            | ۲۹ سپتامبر ۲۰۱۷ |
| ۵ | ۵          | «The Magnetic Mambo»           | Magnetism                                  | Richard Weston | Jennifer Daley                                                                      | ۲۹ سپتامبر ۲۰۱۷ |
| ۶ | ۶          | «Carlos Gets the Sneezes»      | Allergies                                  | Richard Weston | George Arthur Bloom                                                                 | ۲۹ سپتامبر ۲۰۱۷ |
| کارلوس به عنوان «حیوان خانگی رالف»، به عنوان یک حیوان خانگی کلاس موش را به ارمغان می‌آورد، اما پس از آن عصبی ناگهان شروع می‌شود. همان‌طور که خانم فیونا و کلاس در داخل سیستم ایمنی کارلو بررسی می‌کنند، متوجه می‌شوند که کارلوس در معرض چیزی است که او را آلرژی می‌دهد. در ابتدا، آنها معتقدند که این موش است، اما بعداً آنها کشف می‌کنند که گرگ است که در خز موش گیر کرده‌است |            |                                |                                            |                |                                                                                     |                 |
| ۷ | ۷          | «Hides and Seeks»              | Camouflage                                 | Richard Weston | Betty Quan                                                                          | ۲۹ سپتامبر ۲۰۱۷ |
| ۸ | ۸          | «Three in One»                 | Solid, Liquid & Vapor                      | Richard Weston | Jocelyn Stevenson                                                                   | ۲۹ سپتامبر ۲۰۱۷ |
| ۹ | ۹          | «Space Mission: Selfie»        | Satellites                                 | Richard Weston | Mike McPhaden                                                                       | ۲۹ سپتامبر ۲۰۱۷ |
| ۱۰ | ۱۰         | «The Tales Glaciers Tell»      | Ice                                        | Richard Weston | داستان : Josh Gal نمایشنامۀ تلویزیونی : Jocelyn Stevenson, John May & Suzanne Bolch | ۲۹ سپتامبر ۲۰۱۷ |
| ۱۱ | ۱۱         | «Ralphie Strikes a Nerve»      | Nerves                                     | Richard Weston | Bernice Vanderlaan                                                                  | ۲۹ سپتامبر ۲۰۱۷ |
| ۱۲ | ۱۲         | «Monster Power»                | Different Kinds of Power                   | Richard Weston | Merrill Hagan                                                                       | ۲۹ سپتامبر ۲۰۱۷ |
| ۱۳ | ۱۳         | «DA and the Deep Blue Sea»     | Ocean Zones                                | Richard Weston | Evan Thaler Hickey                                                                  | ۲۹ سپتامبر ۲۰۱۷ |

### فصل۲(۲۰۱۸)
| شم. کلی | شم. در فصل | عنوان                                | Topic                                          | کارگردان       | نویسنده                                 | تاریخ پخش اصلی |
| ------- | ---------- | ------------------------------------ | ---------------------------------------------- | -------------- | --------------------------------------- | -------------- |
| ۱۴      | ۱          | «The Land Before Tim»                | Fossils                                        | Richard Weston | Brian Hartigan                          | ۱۳ آوریل ۲۰۱۸  |
| ۱۵      | ۲          | «Claw and Order»                     | Bird Features                                  | Richard Weston | Jennifer Daley                          | ۱۳ آوریل ۲۰۱۸  |
| ۱۶      | ۳          | «Ghost Farm»                         | Harvesting                                     | Richard Weston | Mike McPhaden                           | ۱۳ آوریل ۲۰۱۸  |
| ۱۷      | ۴          | «Nothin' But Net»                    | Computer Codes                                 | Richard Weston | John May & Suzanne Bolch                | ۱۳ آوریل ۲۰۱۸  |
| ۱۸      | ۵          | «I Spy with my Animal Eyes»          | Eyes                                           | Richard Weston | Emma Kassirer                           | ۱۳ آوریل ۲۰۱۸  |
| ۱۹      | ۶          | «Ready, Set, Fail!»                  | Engineering Process & Failures Lead to Success | Richard Weston | Evan Thaler Hickey                      | ۱۳ آوریل ۲۰۱۸  |
| ۲۰      | ۷          | «The Good, the Bad, and the Gnocchi» | Simple Machines                                | Richard Weston | Bernice Vanderlaan                      | ۱۳ آوریل ۲۰۱۸  |
| ۲۱      | ۸          | «Send in the Clouds»                 | Clouds                                         | Richard Weston | Mike McPhaden                           | ۱۳ آوریل ۲۰۱۸  |
| ۲۲      | ۹          | «Ralphie and the Flying Tennellis»   | Using Math in Real Life Scenarios              | Richard Weston | John May & Suzanne Bolch                | ۱۳ آوریل ۲۰۱۸  |
| ۲۳      | ۱۰         | «Tim and the Talking Trees»          | Plant & Animal Communication/Interaction       | Richard Weston | Nathalie Younglai                       | ۱۳ آوریل ۲۰۱۸  |
| ۲۴      | ۱۱         | «زباله نمی‌خواهم»                     | Utilizing Waste/Fertilization                  | ریچارد وستون   | اوان تالر هیکی                          | ۱۳ آوریل ۲۰۱۸  |
| ۲۵      | ۱۲         | «رمز و راز جانت»                     | DNA                                            | ریچارد وستون   | برنیس وندرلان                           | ۱۳ آوریل ۲۰۱۸  |
| ۲۶      | ۱۳         | «Making Magic»                       | Sun                                            | Richard Weston | Suzanne Bolch, John May & Mike McPhaden | ۱۳ آوریل ۲۰۱۸  |

## تولید
در سال ۲۰۱۴، این مجموعه ابتدا توسط Netflix و Scholastic Media اعلام شد و تحت عنوان Magic School Bus 360 درجه نامگذاری شد. [۶] تکرار جدیدی از حق رأی دادن ویژگی‌های مدرن «خانم فریزل» (جایگزین والری با خواهر کوچکترش فیونا) و یک اتوبوس با تکنولوژی بالا است که بر اختراعات مدرن مانند رباتیک، پوشیدنی و دوربین فناوری تأکید دارد. امید این است که تصورات کودکان را فریب دهیم و علاقه خود را به علوم ایجاد کنیم. [۷] این توسط گروه 9 Story Media تهیه شد. [۸] تهیه‌کننده استوارت استون، که در سریال اصلی راسل را منتشر کرد، اظهار داشت که اتوبوس مدرسه سحر و جادو ۳۶۰ درجه از برخی بازیگران اصلی صدا در نقش‌های مختلفی برخوردار خواهد بود. پخش‌کننده صدای نمایش در لس آنجلس، کالیفرنیا، ایالات متحده و تورنتو، انتاریو، کانادا و سوزان بل، به عنوان مدیر صدای لس آنجلس و دادگاه الیزون به عنوان رئیس صدای تورنتو، مشغول به فعالیت هستند. [۹] در ماه فوریه سال ۲۰۱۷، Netflix اعلام کرد که کیت مک کینون در نقش خانم فریزل بازی می‌کرد (فیونا، خواهر کوچکتر والری، که اکنون پروفسور فریزل است، هنوز توسط تامنی منتشر شده‌است). این سری پس از آن نام خود را به مسابقات سوار مدرسه سحر و جادو بازگشته است. [۱۰] لین مانوئل میراندا از همیلتون آهنگ تم را می‌خواند. [11] Phoebe Terese، شخصیتی از مجموعه اصلی، توسط یک دانش آموز جدید به نام Jyoti جایگزین شده‌است، زیرا معلوم شد که Phoebe به مدرسه قدیمی اش منتقل شده‌است. [۱۲] [۱۳] سریال در Netflix در تاریخ ۲۹ سپتامبر ۲۰۱۷ منتشر شد. [۱] فصل دوم در تاریخ ۱۳ آوریل ۲۰۱۸ منتشر شد. [۱۴
نمایش فلش متحرک بر خلاف سری اصلی است که به‌طور سنتی متحرک است. تمام نمایش‌های فلش متحرک با Adobe After Effects, Adobe Animate (قبلاً Adobe Flash) و Adobe Photoshop ساخته شده‌است.

## پذیرش انتقادی
چرا این نمایش خوش‌بینانه قبلاً مقدار قاطعانه قضاوت دریافت کرده‌است؟ چطور می‌توان از آن به عنوان یک تکه پارچه ای استفاده کرد تا قبل از اینکه کسی آن را ببیند؟
- تصمیم‌گیری، [۱۵]
پس از اعلام سری و انتشار تریلر آن، مقاومت اولیه به سبک هنر جدید، عدم وجود لیلی تاملین به عنوان خانم فریزل و ترس از آن بود که به سری اصلی نپیوسته بود. [16] [17] AOL نشان می‌دهد که خانم فریزل یک کار بینی است. [۱۸] شلوغی این را به طرفداران نمایش نشان می‌دهد که «محافظت از میراث آن» است. [۱۹]
علی‌رغم این حدس و گمان، این سری از زمان انتشار به شدت مورد تحسین قرار گرفته‌است. رسانه‌های اجتماعی مشترک این نمایش را یک پیروزی ارزشمند در سریال‌های دهه ۱۹۹۰ خود می‌دانند و از تنوع جنسیتی و قومی و تعهد خود نسبت به آموزش کودکان در مورد موضوعات STEM قدردانی می‌کنند. [۲۰] مسیحیت امروز استدلال می‌کند که این نمایش موفق به «نابغه حق رای دادن» شده‌است. این بدین معنی است که کودکان به واسطه پیچیدگی و نظم دنیای طبیعی به جای سحر و جادو اتوبوس مدرسهٔ مدنی تقریباً بیشتر جذاب هستند. [۲۱] روزانه این سریال را برای تغییر دادن به ساختار نمایش نشان داد، روزنامه نگاران را از طریق گذار به راحتی گذاشت و افزود که علم «قابل دسترسی» بود. [۲۲] هانتینگن کرونیکل، سناریوهای اپیزودها را «بسیار جالب» می‌داند، و در مورد درس‌های علمی و اخلاقی اظهار نظر می‌کند. [۲۳] باشگاه AV احساس کرد که این سری به سلف خود رسیده و شامل همان «طنز خشن و سهولت در یادگیری سرگرم کننده» است. [۲۴] یکی دیگر از مقالات AV Club نوشت که این سری «پر جنب و جوش، سریع و بسیار قابل تحمل برای بزرگسالان است» و پر از علم کافی برای اجازه دادن به بچه‌های خود را در مقابل آن گناه آزاد است. [۲۵]

## جایزه و نامزد
| سال  | نامزد/کار                                           | جایزه                                                   | نتیجه |
| ---- | --------------------------------------------------- | ------------------------------------------------------- | ----- |
| ۲۰۱۸ | اتوبوس مدرسه سحر و جادو: Rides Again                | پدر و مادر انتخاب نقره ای افتخار - بهار ۲۰۱۸ تلویزیون   | برنده |
| ۲۰۱۸ | اتوبوس مدرسه سحر و جادو: Rides Again                | حس مشترک "بزرگ خانواده" مهر                             | برنده |
| ۲۰۱۸ | Annellie رز ساموئل برای قسمت "ماموریت فضایی Selfie" | ویراستاران سینمای کانادا جایزه بهترین ویرایش در انیمیشن | نامزد |